# ویسکوفن
ویسکوفن (انگلیسی: Viscofan) شرکت صنایع غذایی اسپانیایی است، که در سال ۱۹۷۵ تأسیس شد.